# Уэст, Роланд
Роланд Уэст (англ. Roland West, имя при рождении Роланд ван Зиммер (англ.  Roland Van Zimmer), 20 февраля 1885 — 31 марта 1952) — американский режиссёр, известный своими инновационными фильмами-нуар 1920-х и начале 1930-х годов.

## Биография
Роланд ван Зиммер родился в театральной семье в Кливленде, штат Огайо, он начал сниматься в водевилях, ещё в подростковом возрасте.
Вскоре после этого он начал снимать фильмы такие, как «Монстр» (1925), «Летучая мышь» (1926) по роману Мэри Робертс Райнхарт, «Алиби» (1929), «Голубь» (1927), «Шепот летучей мыши» (1930) и «Корсар» (1931).
Первая жена Роланда Уэста была актриса Джевел Кармен, хотя они были вместе недолго, и Уэст завёл новый роман с актрисой Телмой Тодд. После смерти Тодд в 1935 году и его развода с Кармен в 1938 году, он женился на актрисе Лоле Лейн в конце июня 1946 года и оставался с ней до своей смерти.
В начале 1950-х годов состояние его здоровья стало ухудшаться, и он перенес инсульт и нервный срыв. Он умер в Санта-Монике, штат Калифорния, 31 марта 1952, в возрасте 67 лет.